# 科赫尔河畔哈特豪森
科赫尔河畔哈特豪森是德国巴登-符腾堡州的一个市镇。总面积35.55平方公里，总人口3931人，其中男性2016人，女性1915人（2011年12月31日），人口密度111人/平方公里。